# Richard Felix Marchand
Richard Felix Carl Marchand (* 25. August 1813 in Berlin; † 2. August 1850 in Halle an der Saale) war ein deutscher Chemiker. 
Seine Eltern waren der Berliner Justizrat Carl Wilhelm Marchand (1782–1857) und Wilhelmine Friederike Zöllner (1788–1867), eine Tochter des Johann Friedrich Zöllner.
Schon in seiner Schulzeit war er an den Naturwissenschaften interessiert. Auf Wunsch des Vaters studierte er vier Jahre Medizin. Er gab das praktische Studium dann aber wegen Kränklichkeit auf und machte 1837 seine Doktor in Philosophie an der Universität Halle. Als Folge blieb aber sein Interesse an der Medizin und er beschäftigte sich nun mit organischer und philosophischer Chemie. 1838 erhielt er das venia docendi der Universität Halle. Aber wechselte als Lehrer auf die Artillerie-Schule nach Berlin, wo er eines der ersten chemischen Laboratorien gründete, im welchen viele Chemiker ihr Handwerk lernten.
1840 habilitierte sich Marchand an der Universität Berlin. 1843 folgte er einem Ruf als außerordentlicher Professor der Chemie an die Universität Halle, dazu erhielt er den Auftrag auch hier ein chemisches Labor aufzubauen.
1846 wurde er dort Ordinarius. Zusammen mit Otto Linné Erdmann war er Herausgeber des Journals zur praktischen Chemie. Seit 1849 war er ordentliches Mitglied der Königlich Sächsischen Gesellschaft der Wissenschaften. Er starb 1850 als einer der Ersten während einer Choleraepidemie.
Er heiratete Marianne von Bärensprung (* 29. März 1819; † 12. Mai 1893), eine Tochter des Berliner Bürgermeisters Friedrich von Bärensprung und hinterließ drei Kinder, darunter den Mediziner Felix Marchand (1846–1928).

## Werke
- Grundriß der organischen Chemie (1839) Digitalisat
- Lehrbuch der physiologischen Chemie (1844) Digitalisat, Book on demand: ISBN 978-3-8364-3690-8)
- Über die Verhalten des Stickstoffs bei dem Respirationsprocesse, 1845, Teil 1
- Ueber die Alchemie (1847) Digitalisat
- Über die Einwirkung des Sauerstoffes aus das Blut und seine Bestandtheile, Digitalisat
- Das Gold in Unterhaltende Belehrungen zur Förderung allgemeiner Bildung, Digitalisat